# カステルマッサ
カステルマッサ（伊: Castelmassa）は、イタリア共和国ヴェネト州ロヴィーゴ県にある、人口約4,000人の基礎自治体（コムーネ）。

## 地理

### 位置・広がり

#### 隣接コムーネ
隣接するコムーネは以下の通り。括弧内のMNはマントヴァ県所属を示す。
- カルト
- カステルノーヴォ・バリアーノ
- チェネゼッリ
- セルミデ・エ・フェローニカ (MN)

### 気候分類・地震分類
カステルマッサにおけるイタリアの気候分類 (it) および度日は、zona E, 2355 GGである。
また、イタリアの地震リスク階級 (it) では、zona 3 (sismicità bassa) に分類される。